# Кандлер (округ)
Ка́ндлер (англ. Candler County) — округ штата Джорджия, США. Население округа на 2000 год составляло 9577 человек. Административный центр округа — город Меттер.

## История
Округ Кандлер основан в 1914 году.

## География
Округ занимает площадь 639.7 км2.

## Демография
Согласно Бюро переписи населения США, в округе Кандлер в 2000 году проживало 9577 человек. Плотность населения составляла 15 человек на квадратный километр.